# Saint-Bonnet-des-Bruyères
Pour les articles homonymes, voir Saint-Bonnet (homonymie).
Saint-Bonnet-des-Bruyères est une commune française située dans le département du Rhône, en région Auvergne-Rhône-Alpes.

## Géographie
Le village fait partie du Beaujolais. La commune se situe près de la frontière Rhône/Saône et Loire et donc de la frontière Rhône-Alpes/Bourgogne.

### Climat
Pour des articles plus généraux, voir Climat d'Auvergne-Rhône-Alpes et Climat du Rhône.
En 2010, le climat de la commune est de type climat des marges montargnardes, selon une étude du Centre national de la recherche scientifique s'appuyant sur une série de données couvrant la période 1971-2000. En 2020, Météo-France publie une typologie des climats de la France métropolitaine dans laquelle la commune est exposée à un climat de montagne ou de marges de montagne et est dans la région climatique  Centre et contreforts nord du Massif Central, caractérisée par un air sec en été et un bon ensoleillement. 
Pour la période 1971-2000, la température annuelle moyenne est de 10,9 °C, avec une amplitude thermique annuelle de 15,6 °C. Le cumul annuel moyen de précipitations est de 1 045 mm, avec 11,8 jours de précipitations en janvier et 8,2 jours en juillet. Pour la période 1991-2020, la température moyenne annuelle observée sur la station météorologique de Météo-France la plus proche, « Matour_sapc », sur la commune de Matour à 4 km à vol d'oiseau, est de 11,0 °C et le cumul annuel moyen de précipitations est de 1 029,8 mm,. Pour l'avenir, les paramètres climatiques de la commune estimés pour 2050 selon différents scénarios d'émission de gaz à effet de serre sont consultables sur un site dédié publié par Météo-France en novembre 2022.

## Urbanisme

### Typologie
Au 1er janvier 2024, Saint-Bonnet-des-Bruyères est catégorisée commune rurale à habitat très dispersé, selon la nouvelle grille communale de densité à sept niveaux définie par l'Insee en 2022.
Elle est située hors unité urbaine et hors attraction des villes,.

### Occupation des sols
L'occupation des sols de la commune, telle qu'elle ressort de la base de données européenne d’occupation biophysique des sols Corine Land Cover (CLC), est marquée par l'importance des territoires agricoles (53,1 % en 2018), une proportion sensiblement équivalente à celle de 1990 (53 %). La répartition détaillée en 2018 est la suivante : forêts (46,9 %), prairies (41,6 %), zones agricoles hétérogènes (11,5 %). L'évolution de l’occupation des sols de la commune et de ses infrastructures peut être observée sur les différentes représentations cartographiques du territoire : la carte de Cassini (XVIIIe siècle), la carte d'état-major (1820-1866) et les cartes ou photos aériennes de l'IGN pour la période actuelle (1950 à aujourd'hui).

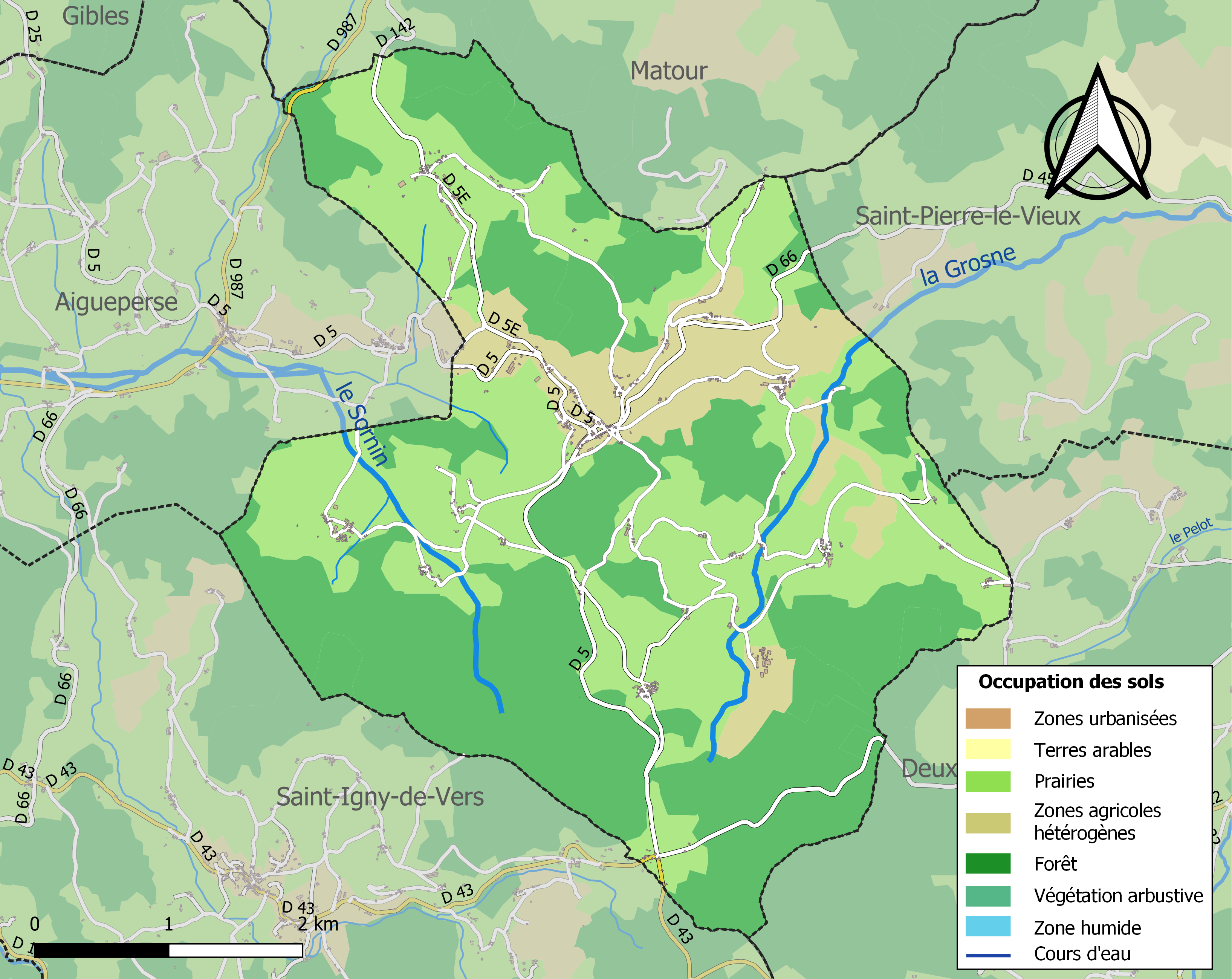
Carte des infrastructures et de l'occupation des sols de la commune en 2018 (CLC).

## Histoire
Lieu de passage des hommes préhistoriques (grattoir de la Nation), le village apparaît dans les premières chartes de l'abbaye de Cluny. Les limites administratives compliquée du Moyen Âge firent que les territoires de Saint-Bonnet-des-Bruyères et d'Aigueperse connurent une histoire commune sous l'autorité des sires de Beaujeu, des châtelains de Vauzelle et de Chevagny ainsi que du duc de Bourgogne.
À la Révolution, Saint-Bonnet-des Bruyères devient chef-lieu de canton jusqu'en 1801.

Au cours de la Révolution française, la commune porte provisoirement le nom de Bonnet-les-Bruyères.
Le XIXe siècle voit le bourg changer de place avec la construction de l'église paroissiale actuelle, du presbytère, de l'école et de la mairie. La guerre de 1914-1918 avec plus de 50 morts saigne la population. Pendant des décennies, la commune reste un lieu d'accueil familial pour les enfants en détresse. Aujourd'hui la commune cherche un développement harmonieux en gardant son indépendance tout en offrant un certain art de vivre.

## Politique et administration
| Période                                  | Période  | Identité           | Étiquette | Qualité |
| ---------------------------------------- | -------- | ------------------ | --------- | ------- |
| 2001                                     | 2008     | Roger Jaffre       | MNR       |         |
| mars 2008                                | En cours | Martine Cartillier |           |         |
| Les données manquantes sont à compléter. |          |                    |           |         |

## Démographie
L'évolution du nombre d'habitants est connue à travers les recensements de la population effectués dans la commune depuis 1793. Pour les communes de moins de 10 000 habitants, une enquête de recensement portant sur toute la population est réalisée tous les cinq ans, les populations de référence des années intermédiaires étant quant à elles estimées par interpolation ou extrapolation. Pour la commune, le premier recensement exhaustif entrant dans le cadre du nouveau dispositif a été réalisé en 2006.

En 2022, la commune comptait 372 habitants, en évolution de +4,49 % par rapport à 2016 (Rhône : +3,93 %, France hors Mayotte : +2,11 %).
| 1793  | 1800  | 1806  | 1821  | 1831  | 1836  | 1841  | 1846  | 1851  |
| ----- | ----- | ----- | ----- | ----- | ----- | ----- | ----- | ----- |
| 1 500 | 1 123 | 1 383 | 1 238 | 1 486 | 1 391 | 1 392 | 1 350 | 1 415 |

| 1856  | 1861  | 1866  | 1872  | 1876  | 1881  | 1886  | 1891  | 1896  |
| ----- | ----- | ----- | ----- | ----- | ----- | ----- | ----- | ----- |
| 1 335 | 1 385 | 1 353 | 1 215 | 1 226 | 1 138 | 1 138 | 1 111 | 1 076 |

| 1901 | 1906 | 1911 | 1921 | 1926 | 1931 | 1936 | 1946 | 1954 |
| ---- | ---- | ---- | ---- | ---- | ---- | ---- | ---- | ---- |
| 994  | 963  | 883  | 707  | 716  | 686  | 669  | 616  | 570  |

| 1962 | 1968 | 1975 | 1982 | 1990 | 1999 | 2006 | 2011 | 2016 |
| ---- | ---- | ---- | ---- | ---- | ---- | ---- | ---- | ---- |
| 631  | 635  | 546  | 497  | 412  | 384  | 372  | 375  | 356  |

| 2021 | 2022 | - | - | - | - | - | - | - |
| ---- | ---- | - | - | - | - | - | - | - |
| 367  | 372  | - | - | - | - | - | - | - |

## Lieux et monuments
- Église du XIXe siècle restaurée, située sur la place du village.
- Le vitrail de Guerre situé au milieu de la nef latérale à droite de l'église.
- Les croix du chemin du XIXe siècle.
- Le point de vue de la Grand'Roche d'où l'on peut observer le Mont-Blanc par temps clair est située à 801 mètres d'altitude.
- Ancien moulin à eau de Vauzelle servant autrefois à moudre le grain et scier le bois.

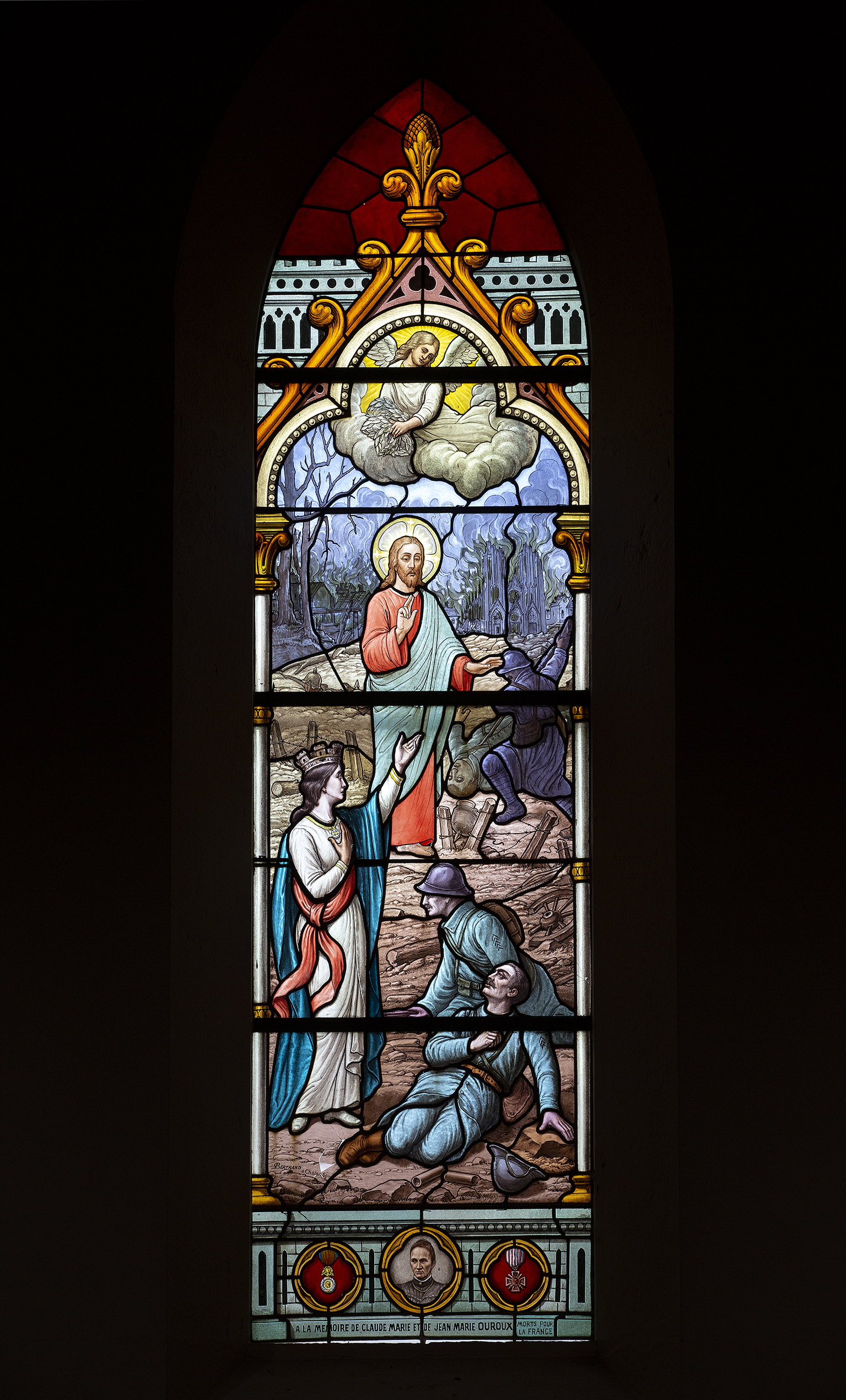
Vitrail patriotique de l'église.